# 福瑟
福瑟（法語：Fosseux，法語發音：[fosø]）是法国上法兰西大区加来海峡省的一个市镇，属于阿拉斯区。

## 地理
福瑟（50°15'21"N, 2°33'49"E）面积5.43 平方千米，位于法国上法蘭西大區加来海峡省，该省份为法国北部沿海省份，西北濒北海，南至索姆省，东临北部省。
与福瑟接壤的市镇（或旧市镇、城区）包括：欧特维尔、旺克坦、阿韦讷勒孔特、巴利、巴万库尔、阿图瓦地区古伊。

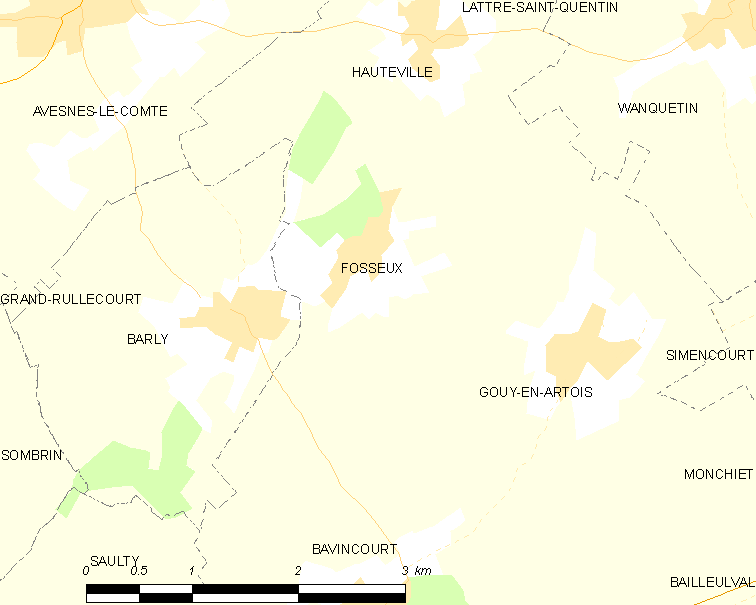
福瑟的OSM定位图

福瑟的时区为UTC+01:00、UTC+02:00（夏令时）。

## 行政
福瑟的邮政编码为62810，INSEE市镇编码为62347。

## 政治
福瑟所属的省级选区为阿韦讷勒孔特县。

## 人口

1962-2008年间福瑟人口变化图示

福瑟于2022年1月1日时的人口数量为126人。